# Věteřov
Věteřov (en allemand : Wieterschau) est une commune du district de Hodonín, dans la région de Moravie-du-Sud, en République tchèque. Sa population s'élevait à 487 habitants en 2020.

## Géographie
Věteřov se trouve à 6 km à l'ouest-nord-ouest du centre de Kyjov, à 21 km au nord-nord-ouest de Hodonín, à 38 km au sud-est de Brno et à 223 km au sud-est de Prague.
La commune est limitée par Lovčice et Nechvalín au nord, par Ostrovánky et Sobůlky à l'est, par Strážovice au sud et au sud-ouest, et par Dražůvky à l'ouest.

## Histoire
La première mention écrite du village date de 1131.